# 286
286（二百八十六、二八六、にひゃくはちじゅうろく）は、自然数また整数において、285の次で287の前の数である。

## 性質
- 286は合成数であり、約数は 1, 2, 11, 13, 22, 26, 143, 286 である。
  - 約数の和は504。
- 11番目の七角数である。1つ前は235、次は342。
- 286 = 1 + 3 + 6 + 10 + 15 + 21 + 28 + 36 + 45 + 55 + 66
  - 11番目の三角錐数である。1つ前は220、次は364。
  - 286 = 12 + 32 + 52 + 72 + 92 + 112
- 31番目の楔数である。1つ前は285、次は290。
- 各位の和が16になる11番目の数である。1つ前は277、次は295。
- 各位の積が各位の和の6倍になる2番目の数である。1つ前は268、次は347。(オンライン整数列大辞典の数列 A062037)
- 286 = 32 + 92 + 142 = 52 + 62 + 152 = 62 + 92 + 132
  - 3つの平方数の和3通りで表せる37番目の数である。1つ前は275、次は291。(オンライン整数列大辞典の数列 A025323)
  - 異なる3つの平方数の和3通りで表せる19番目の数である。1つ前は278、次は294。(オンライン整数列大辞典の数列 A025341)
- 異なる4つの平方数の和9通りで表せる最小の数である。次は306。(オンライン整数列大辞典の数列 A025384)
  - 異なる4つの平方数の和 n 通りで表せる最小の数である。1つ前の8通りは210、次の10通りは351。(オンライン整数列大辞典の数列 A025417)
- 3桁以上の数で最大桁と最小桁で作る数で元の数を割り切れる35番目の数である。1つ前は280、次は297。(オンライン整数列大辞典の数列 A108343)
例．286 ÷ 26 = 11
  - 28…86 の形の数はすべて26の倍数である。(例．28…86 = 11…11 × 26)
- 286 = 73 − 72 − 7 − 1
  - n = 7 のときの n3 − n2 − n − 1 の値とみたとき1つ前は173、次は439。(オンライン整数列大辞典の数列 A083074)

## その他 286 に関連すること
- 西暦286年
- 紀元前286年
- ビルフィッシュ (USS Billfish, SS-286) は、アメリカ海軍の潜水艦。
- インテルのプロセッサ、Intel 80286の通称。